# San Fidel (Nuevo México)
San Fidel es un lugar designado por el censo ubicado en el condado de Cíbola en el estado estadounidense de Nuevo México. En el Censo de 2010 tenía una población de 138 habitantes y una densidad poblacional de 12,66 personas por km².

## Geografía
San Fidel se encuentra ubicado en las coordenadas 35°6′9″N 107°35′51″O / 35.10250, -107.59750. Según la Oficina del Censo de los Estados Unidos, San Fidel tiene una superficie total de 10.9 km², de la cual 10.9 km² corresponden a tierra firme y (0%) 0 km² es agua.

## Demografía
Según el censo de 2010, había 138 personas residiendo en San Fidel. La densidad de población era de 12,66 hab./km². De los 138 habitantes, San Fidel estaba compuesto por el 33.33% blancos, el 0% eran afroamericanos, el 22.46% eran amerindios, el 0% eran asiáticos, el 0% eran isleños del Pacífico, el 36.23% eran de otras razas y el 7.97% pertenecían a dos o más razas. Del total de la población el 59.42% eran hispanos o latinos de cualquier raza.